# 黄克超
黄克超（1965年8月—），河南滑县人，汉族，中国共产党党员。中华人民共和国政治人物、第十三届全国人民代表大会解放军和武警部队代表。

## 生平
黄克超先后历任总参谋部陆航部作战训练局局长、南部战区陆军领导等职。2017年7月晋升少将军衔。2018年信息显示，黄克超任陆军航空兵学院院长。
2018年，黄克超被选为解放军和武警部队出席第十三届全国人民代表大会代表。